# Giuseppina di Borbone-Spagna
Giuseppina Fernanda (Aranjuez, 25 maggio 1827 – Parigi, 10 giugno 1910) è stata Infanta di Spagna per nascita.
Era la figlia di Francesco di Paola, il fratello minore del re Ferdinando VII, e Luisa Carlotta di Borbone-Due Sicilie. Suo padre era lo zio della madre.

## Biografia
Da parte del padre era una nipote del re Carlo IV e di sua moglie, Maria Luisa di Parma, ed i nonni materni erano il re Francesco I delle Due Sicilie e della sua seconda moglie, Maria Isabella di Borbone-Spagna.

## Matrimonio
Il 4 giugno 1848, di nascosto dalla famiglia, Giuseppina sposò José Güell y Rente (1815 - 1886). Suo marito nacque a L'Avana, ed era il figlio di un emigrante catalano e di una cubana. Studiò legge a Barcellona e alla fine divenne condurre un'attività letteraria e politica. Il matrimonio dell'Infanta fece infuriare la Casa Reale e a Giuseppina furono tolti i titoli di Infanta e di Altezza Reale, mentre al marito fu ordinato di abbandonare Madrid.
La coppia ebbe tre figli:
- Raimundo Güell, Marchese di Balkarlos (1849 - 1907), sposato con Antonia Laura Alberti y Caro dalla quale ebbe due figli;
- Fernando Güell (1851 - 1936), sposato con la cugina Maria Josefa Alonso y Güell;
- Francisco Manuel Güell (1857 - 1888).

Giuseppina trascorse quattro anni in Francia, dove ha mantenuto un rapporto con Baldomero Espartero e il Generale Leopoldo O'Donnell. Nel 1854, durante la rivoluzione, tornò in Spagna e si stabilì nella città di Valladolid.

## Ultimi anni e morte
Nel mese di luglio 1856, il generale O'Donnell fece un nuovo colpo di Stato, in cui il marito di Giuseppina fu catturato e condannato a morte per resistenza armata contro l'esercito. La morte è stata evitata grazie all'amnistia firmata dal generale ribelle.
Dopo di che, Jose Gael ritornò in Francia e continuò la sua carriera letteraria lì. Venne eletto senatore nella Cortes Generales spagnola dell'Università de L'Avana, dove è stato uno degli uomini politici che si opposero alla schiavitù. Morì il 20 dicembre 1884 a Madrid.
Il re Alfonso XII fece riacquistare nel 1883 alla cugina il titolo di Infanta, ma negandole il trattamento di Altezza Reale.
Giuseppina morì il 10 giugno 1910, all'età di 83 anni, a Parigi.

## Ascendenza
|                                       |                                |                                 | Genitori                      |  |  | Nonni |  |  | Bisnonni            |  |  | Trisnonni           |  |
|                                       |                                |                                 |                               |  |  |       |  |  | Carlo III di Spagna |  |  | Filippo V di Spagna |  |
|                                       |                                |                                 |                               |  |  |       |  |  | Carlo III di Spagna |  |  | Filippo V di Spagna |  |
|                                       |                                | Elisabetta Farnese              |                               |  |  |       |  |  | Carlo III di Spagna |  |  |                     |  |
| Carlo IV di Spagna                    |                                |                                 |                               |  |  |       |  |  | Carlo III di Spagna |  |  |                     |  |
|                                       |                                | Maria Amalia di Sassonia        | Augusto III di Polonia        |  |  |       |  |  |                     |  |  |                     |  |
|                                       |                                | Maria Amalia di Sassonia        | Augusto III di Polonia        |  |  |       |  |  |                     |  |  |                     |  |
|                                       |                                | Maria Amalia di Sassonia        | Maria Giuseppa d'Austria      |  |  |       |  |  |                     |  |  |                     |  |
| Francesco di Paola di Borbone-Spagna  |                                | Maria Amalia di Sassonia        |                               |  |  |       |  |  |                     |  |  |                     |  |
|                                       |                                | Filippo I di Parma              | Filippo V di Spagna           |  |  |       |  |  |                     |  |  |                     |  |
|                                       |                                | Filippo I di Parma              | Filippo V di Spagna           |  |  |       |  |  |                     |  |  |                     |  |
|                                       |                                | Filippo I di Parma              | Elisabetta Farnese            |  |  |       |  |  |                     |  |  |                     |  |
| Maria Luisa di Borbone-Parma          |                                | Filippo I di Parma              |                               |  |  |       |  |  |                     |  |  |                     |  |
|                                       |                                | Elisabetta di Borbone-Francia   | Luigi XV di Francia           |  |  |       |  |  |                     |  |  |                     |  |
|                                       |                                | Elisabetta di Borbone-Francia   | Luigi XV di Francia           |  |  |       |  |  |                     |  |  |                     |  |
|                                       |                                | Elisabetta di Borbone-Francia   | Maria Leszczyńska             |  |  |       |  |  |                     |  |  |                     |  |
| infanta Giuseppina di Spagna          |                                | Elisabetta di Borbone-Francia   |                               |  |  |       |  |  |                     |  |  |                     |  |
|                                       | Ferdinando I delle Due Sicilie | Carlo III di Spagna             |                               |  |  |       |  |  |                     |  |  |                     |  |
|                                       | Ferdinando I delle Due Sicilie | Carlo III di Spagna             |                               |  |  |       |  |  |                     |  |  |                     |  |
|                                       | Ferdinando I delle Due Sicilie | Maria Amalia di Sassonia        |                               |  |  |       |  |  |                     |  |  |                     |  |
| Francesco I delle Due Sicilie         | Ferdinando I delle Due Sicilie |                                 |                               |  |  |       |  |  |                     |  |  |                     |  |
|                                       |                                | Maria Carolina d'Asburgo-Lorena | Francesco I di Lorena         |  |  |       |  |  |                     |  |  |                     |  |
|                                       |                                | Maria Carolina d'Asburgo-Lorena | Francesco I di Lorena         |  |  |       |  |  |                     |  |  |                     |  |
|                                       |                                | Maria Carolina d'Asburgo-Lorena | Maria Teresa d'Austria        |  |  |       |  |  |                     |  |  |                     |  |
| Luisa Carlotta di Borbone-Due Sicilie |                                | Maria Carolina d'Asburgo-Lorena |                               |  |  |       |  |  |                     |  |  |                     |  |
|                                       |                                | Carlo IV di Spagna              | Carlo III di Spagna           |  |  |       |  |  |                     |  |  |                     |  |
|                                       |                                | Carlo IV di Spagna              | Carlo III di Spagna           |  |  |       |  |  |                     |  |  |                     |  |
|                                       |                                | Carlo IV di Spagna              | Maria Amalia di Sassonia      |  |  |       |  |  |                     |  |  |                     |  |
| Maria Isabella di Borbone-Spagna      |                                | Carlo IV di Spagna              |                               |  |  |       |  |  |                     |  |  |                     |  |
|                                       |                                | Maria Luisa di Borbone-Parma    | Filippo I di Parma            |  |  |       |  |  |                     |  |  |                     |  |
|                                       |                                | Maria Luisa di Borbone-Parma    | Filippo I di Parma            |  |  |       |  |  |                     |  |  |                     |  |
|                                       |                                | Maria Luisa di Borbone-Parma    | Elisabetta di Borbone-Francia |  |  |       |  |  |                     |  |  |                     |  |
|                                       |                                | Maria Luisa di Borbone-Parma    |                               |  |  |       |  |  |                     |  |  |                     |  |